# Łukawica (Laskówka)
Łukawica – część wsi Laskówka w Polsce położona w województwie podkarpackim, w powiecie rzeszowskim, w gminie Dynów.
W latach 1975–1998 Łukawica administracyjnie należała do województwa przemyskiego.